# ألفارو ليوبيز كانكادو
ألفارو ليوبيز كانكادو (بالبرتغالية: Álvaro Lopes Cançado‏) (مواليد 8 فبراير 1912) هو لاعب كرة قدم. يلعب مع منتخب البرازيل لكرة القدم. سبق له أن لعب في كأس العالم لكرة القدم مع منتخب بلاده.

## روابط خارجية
- ألفارو ليوبيز كانكادو على موقع قاعدة بيانات كرة القدم.إي يو (الإنجليزية)
- ألفارو ليوبيز كانكادو على موقع ناشيونال فوتبول تيمز (الإنجليزية)
- ألفارو ليوبيز كانكادو على موقع Soccerway.com (الإنجليزية)
- ألفارو ليوبيز كانكادو على موقع عالم كرة القدم.نت (الإنجليزية)